# João Torriano
Frère João Torriano ou João Turriano (1611-1679) était un religieux bénédictin et un architecte. Ingénieur en chef du royaume portugais. Il a été professeur (lente) de mathématiques à l'université de Coimbra.

## Biographie

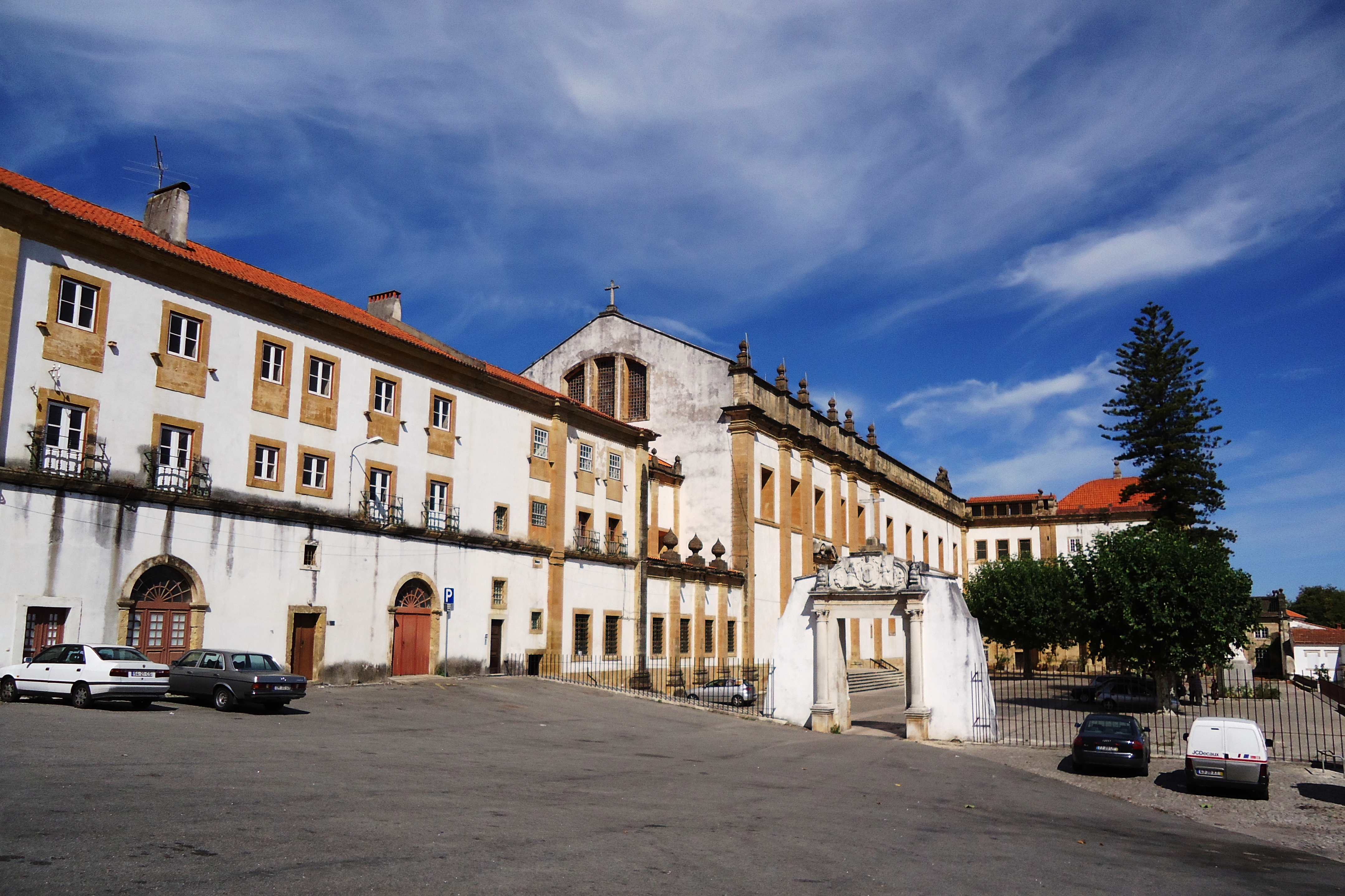
Monastère de Santa Clara-a-Nova

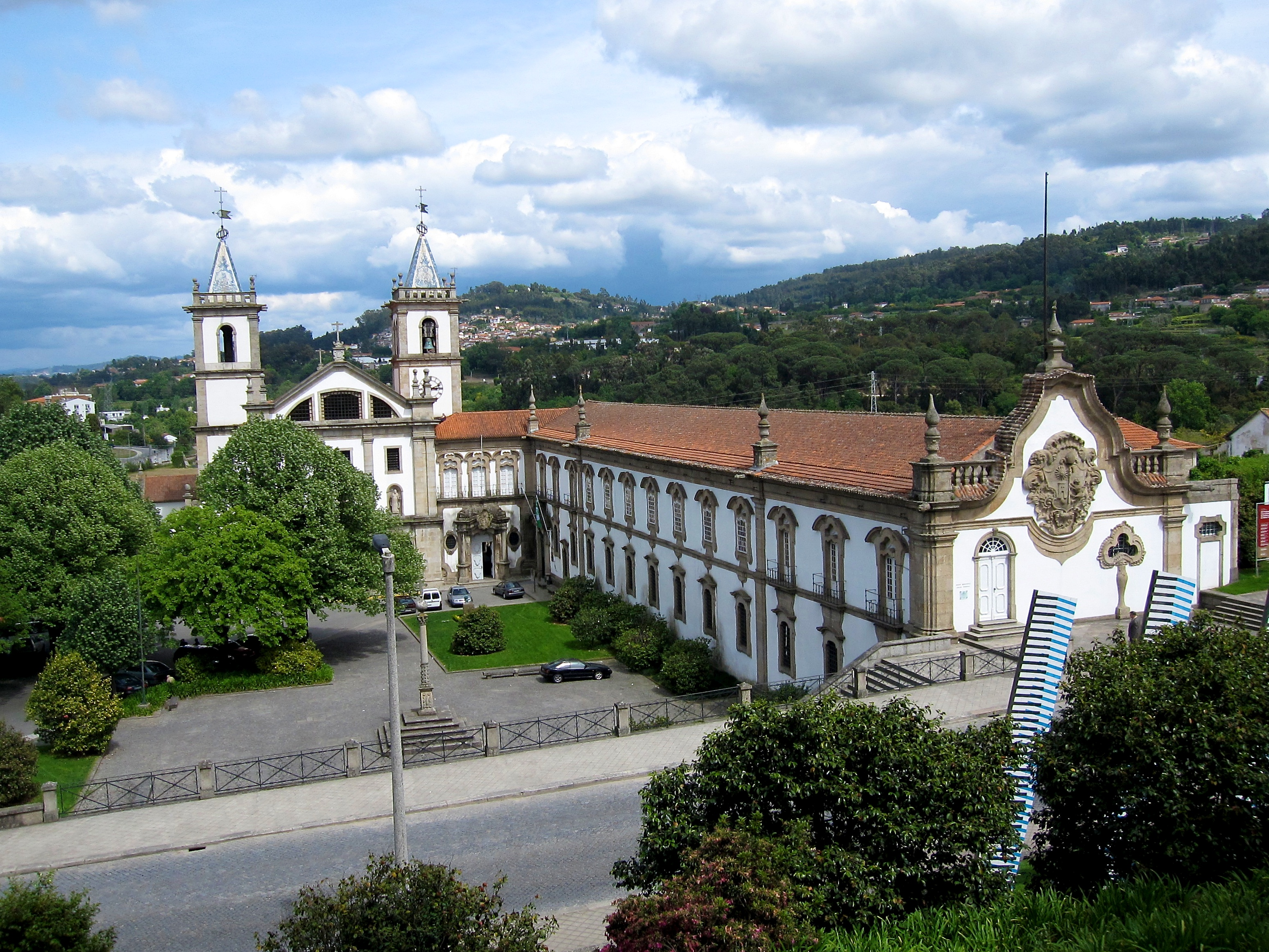
Monastère de Santo Tirso

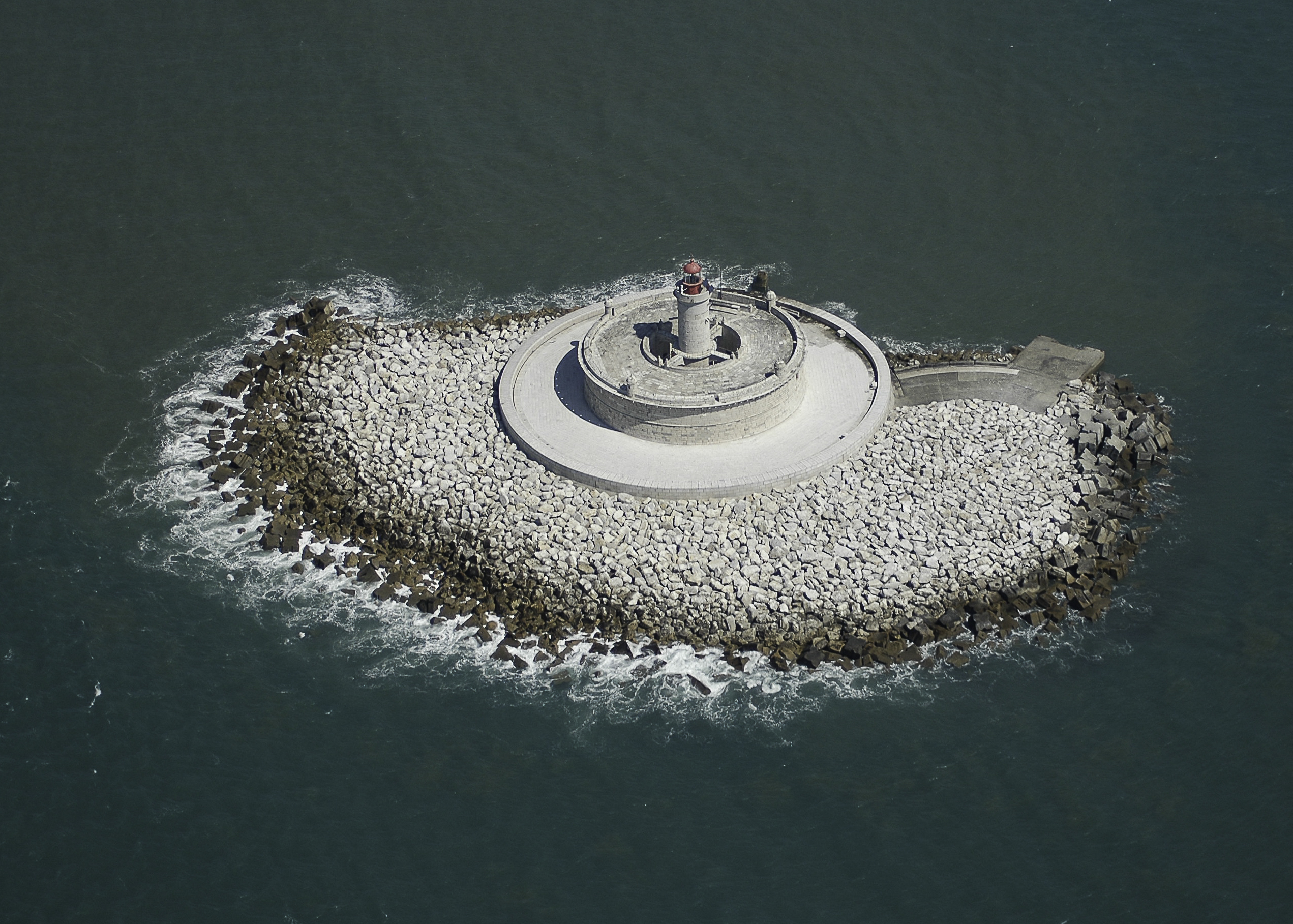
Fort de Saint-Lourenço da Seca

Il était le fils de l'architecte italien Leonardo Torriani (ou Turriani), et le frère de Diogo Torriano, ingénieur du roi.
Il entre dans les ordres en 1629 dans le monastère bénédictin de la Saúde. Il y a fait ses premières études, et a suivi les cours à la Ribeira das Naus où son père enseignait l'ingénierie et la fortification. À la mort de son père, en 1631, le roi dom João IV l'a substitué à son père et son frère a été nommé ingénieur en chef. Il a reçu la charge de continuer les travaux de fortification de son père à Cabeça Seca et Bugio, ceux initiés par son frère, mort en 1650, puis les ouvrages conçus par l'architecte Baltasar Álvares dont il fut un des continuateurs le plus connu.
En 1646, il intervient pour la construction de la fortification de Saint-Lourenço da Seca, à Oeiras.
Parallèlement, il s'est vu confier les travaux pour la décoration du chœur (capela-mor) des cathédrales de Viseu et de Leiria, de monastères. À partir de 1649, il a fait la conception du monastère de Santa Clara-a-Nova, à Coimbra, le nouveau dortoir du monastère d'Alcobaça et, en 1656-1679, la nouvelle église de Saint-Benoît du monastère de Santo Tirso. Il a aussi fait placer sur la façade deux statues en pierre représentant saint Benoît et saint Bernard. Il est intervenu pour le dortoir et l'hospice du couvent Santa Maria de Semide, à Miranda do Corvo, de petites églises à Lisbonne, à Odivelas, à Estrela et à Travanca.
Après 13 années au service de la couronne, il a échangé l'enseignement de l'architecture contre la chaire de mathématiques à l'université de Coimbra.